# Candelero (militar)
En el ámbito militar se llama candelero a una estructura simple utilizada para resguardarse del fuego enemigo. 
Los candeleros se componen de dos maderos clavados o excavados perpendicularmente sobre otros dos horizontales que se refuerzan por su parte inferior por varios listones a modo de solera. Generalmente, se colocan de dos en dos y el espacio vacío entre ambos brazos se rellena con fajina. 